# Nitrure de molybdène
Le nitrure de molybdène est un composé chimique de formule MoN. Il s'agit d'un solide cristallisé pouvant être obtenu en faisant réagir de l'ammoniac NH3 ou un mélange 3:1 d'hydrogène H2 et d'azote N2 sur du trioxyde de molybdène MoO3 ou des molybdates MoO42−,.
La nitruration du molybdène a également été réalisée à haute température (1290°C) sous haute pression d'azote (0,7 GPa).
Le nitrure de molybdène est utilisé comme catalyseur, par exemple pour la décomposition de l'hydrazine comme monergol en astronautique, ainsi que comme matériau électronique, par exemple dans des applications avec des matériaux semiconducteurs.